# Pleasant Island
Pleasant Island è la più grande isola presente nelle acque dello Stretto Icy, in Alaska.

## Geografia
L'isola si trova a metà strada tra la più settentrionale isola di Chichagof e la porzione di terraferma facente parte dell'Alaska sud-orientale, appena 3 km a sud-est dalla città di Gustavus.
Pleasant ha una superficie di poco meno di 50 km² ed è completamente disabitata. Il suo territorio è in gran parte pianeggiante ed è punteggiata sia da aree boschive che da torbiere (chiamate muskeg in questa zona). L'isola presenta due piccoli laghi e annovera numerose spiagge facili da raggiungere anche con piccole imbarcazioni o kayak.
Trovandosi nei pressi del Parco nazionale e riserva di Glacier Bay, molti visitatori del parco raggiungono Pleasant in kayak per un pranzo al sacco o per campeggiare.

## Fauna
A Pleasant è possibile imbattersi in orsi bruni, cervi dalla coda nera di Sitka, martore, visoni, lontre, scoiattoli, pernici e tetraoni.